# Communauté de communes Vallée de l’Hérault
Die  Communauté de communes Vallée de l’Hérault ist ein französischer Gemeindeverband mit der Rechtsform einer Communauté de communes im Département Hérault in der Region Okzitanien. Er wurde am 23. Dezember 2004 gegründet und umfasst 28 Gemeinden. Der Verwaltungssitz befindet sich im Ort Gignac.

## Mitgliedsgemeinden
| Gemeinde                                   | Einwohner 1. Januar 2022 | Fläche km² | Dichte Einw./km² | Code INSEE | Postleitzahl |
| ------------------------------------------ | ------------------------ | ---------- | ---------------- | ---------- | ------------ |
| Aniane                                     | 2.956                    | 30,34      | 97               | 34010      | 34150        |
| Arboras                                    | 104                      | 6,73       | 15               | 34011      | 34150        |
| Argelliers                                 | 971                      | 50,29      | 19               | 34012      | 34380        |
| Aumelas                                    | 582                      | 58,26      | 10               | 34016      | 34230        |
| Bélarga                                    | 662                      | 4,13       | 160              | 34029      | 34230        |
| Campagnan                                  | 719                      | 3,75       | 192              | 34047      | 34230        |
| Gignac                                     | 6.713                    | 29,85      | 225              | 34114      | 34150        |
| Jonquières                                 | 588                      | 2,05       | 287              | 34122      | 34725        |
| La Boissière                               | 1.054                    | 24,45      | 43               | 34035      | 34150        |
| Lagamas                                    | 110                      | 4,52       | 24               | 34125      | 34150        |
| Le Pouget                                  | 2.101                    | 13,91      | 151              | 34210      | 34230        |
| Montarnaud                                 | 4.186                    | 27,53      | 152              | 34163      | 34570        |
| Montpeyroux                                | 1.418                    | 22,42      | 63               | 34173      | 34150        |
| Plaissan                                   | 1.610                    | 5,79       | 278              | 34204      | 34230        |
| Popian                                     | 368                      | 5,86       | 63               | 34208      | 34230        |
| Pouzols                                    | 956                      | 2,96       | 323              | 34215      | 34230        |
| Puéchabon                                  | 507                      | 31,26      | 16               | 34221      | 34150        |
| Puilacher                                  | 644                      | 2,68       | 240              | 34222      | 34230        |
| Saint-André-de-Sangonis                    | 6.364                    | 19,60      | 325              | 34239      | 34725        |
| Saint-Bauzille-de-la-Sylve                 | 938                      | 8,63       | 109              | 34241      | 34230        |
| Saint-Guilhem-le-Désert                    | 243                      | 38,64      | 6                | 34261      | 34150        |
| Saint-Guiraud                              | 273                      | 6,07       | 45               | 34262      | 34725        |
| Saint-Jean-de-Fos                          | 1.743                    | 14,19      | 123              | 34267      | 34150        |
| Saint-Pargoire                             | 2.438                    | 23,77      | 103              | 34281      | 34230        |
| Saint-Paul-et-Valmalle                     | 1.367                    | 12,72      | 107              | 34282      | 34570        |
| Saint-Saturnin-de-Lucian                   | 289                      | 9,83       | 29               | 34287      | 34725        |
| Tressan                                    | 688                      | 3,92       | 176              | 34313      | 34230        |
| Vendémian                                  | 1.157                    | 16,89      | 69               | 34328      | 34230        |
| Communauté de communes Vallée de l’Hérault | 41.749                   | 481,04     | 87               | –          | –            |